# Juarros de Voltoya
Juarros de Voltoya – gmina w Hiszpanii, w prowincji Segowia, w Kastylii i León, o powierzchni 21,63 km². W 2011 roku gmina liczyła 250 mieszkańców.